# Highland Hills
Highland Hills es una villa ubicada en el condado de Cuyahoga en el estado estadounidense de Ohio. En el Censo de 2010 tenía una población de 1130 habitantes y una densidad poblacional de 221,92 personas por km².

## Geografía
Highland Hills se encuentra ubicada en las coordenadas 41°27′1″N 81°31′7″O / 41.45028, -81.51861. Según la Oficina del Censo de los Estados Unidos, Highland Hills tiene una superficie total de 5.09 km², de la cual 5.07 km² corresponden a tierra firme y (0.36%) 0.02 km² es agua.

## Demografía
Según el censo de 2010, había 1130 personas residiendo en Highland Hills. La densidad de población era de 221,92 hab./km². De los 1130 habitantes, Highland Hills estaba compuesto por el 23.45% blancos, el 74.42% eran afroamericanos, el 0.09% eran amerindios, el 0.27% eran asiáticos, el 0% eran isleños del Pacífico, el 0.27% eran de otras razas y el 1.5% pertenecían a dos o más razas. Del total de la población el 2.65% eran hispanos o latinos de cualquier raza.